# Presidente da Presidência da Bósnia e Herzegovina
Esta lista de presidentes da Presidência da Bósnia e Herzegovina compreende as pessoas que exerceram a chefia de Estado da Bósnia e Herzegovina desde a independência em 1992 até à atualidade, incluindo também os chefes de Estado durante o período da República Socialista da Bósnia e Herzegovina, república constituinte da República Socialista Federativa da Jugoslávia. 
O atual presidente da Presidência é Željko Komšić, membro croata da Presidência da Bósnia e Herzegovina. O cargo de presidente da Presidência roda, de oito em oito meses, entre os seus três membros.

## Lista de presidentes da Presidência da Bósnia e Herzegovina

### Presidente do Conselho Anti-Fascista da Libertação Popular da Bósnia e Herzegovina (ZAVNOBiH)
| Nº | Presidente          | Presidente | Início do mandato      | Fim do mandato      | Partido                                   |
| -- | ------------------- | ---------- | ---------------------- | ------------------- | ----------------------------------------- |
| 1  | Vojislav Kecmanović |            | 25 de novembro de 1943 | 26 de abril de 1945 | Partido Comunista da Bósnia e Herzegovina |

### Presidentes do Presídio da Assembleia Popular
| Nº | Presidente          | Presidente | Início do mandato   | Fim do mandato   | Partido |
| -- | ------------------- | ---------- | ------------------- | ---------------- | --- |
| 1  | Vojislav Kecmanović |            | 26 de abril de 1945 | novembro de 1946 | Partido Comunista da Bósnia e Herzegovina                                                                          |
| 2  | Đuro Pucar          |            | novembro de 1946    | setembro de 1948 | Partido Comunista da Bósnia e Herzegovina                                                                          |
| 3  | Vlado Šegrt         |            | setembro de 1948    | março de 1953    | Partido Comunista da Bósnia e Herzegovina (até 1952) Liga de Comunistas da Bósnia e Herzegovina (a partir de 1952) |

### Presidentes da Assembleia Popular
| Nº | Presidente       | Presidente | Início do mandato | Fim do mandato | Partido                                    |
| -- | ---------------- | ---------- | ----------------- | -------------- | ------------------------------------------ |
| 4  | Đuro Pucar       |            | dezembro de 1953  | junho de 1963  | Liga de Comunistas da Bósnia e Herzegovina |
| 5  | Ratomir Dugonjić |            | junho de 1963     | 1967           | Liga de Comunistas da Bósnia e Herzegovina |
| 6  | Džemal Bijedić   |            | 1967              | 1971           | Liga de Comunistas da Bósnia e Herzegovina |
| 7  | Hamdija Pozderac |            | 1971              | maio de 1974   | Liga de Comunistas da Bósnia e Herzegovina |

### Presidentes da Presidência
| Nº | Presidente        | Presidente | Início do mandato      | Fim do mandato         | Partido                                    |
| -- | ----------------- | ---------- | ---------------------- | ---------------------- | ------------------------------------------ |
| 8  | Ratomir Dugonjić  |            | maio de 1974           | abril de 1978          | Liga de Comunistas da Bósnia e Herzegovina |
| 9  | Raif Dizdarević   |            | abril de 1978          | abril de 1982          | Liga de Comunistas da Bósnia e Herzegovina |
| 10 | Branko Mikulić    |            | abril de 1982          | 26 de abril de 1984    | Liga de Comunistas da Bósnia e Herzegovina |
| 11 | Milanko Renovica  |            | 26 de abril de 1984    | 26 de abril de 1985    | Liga de Comunistas da Bósnia e Herzegovina |
| 12 | Munir Mesihović   |            | 26 de abril de 1985    | abril de 1987          | Liga de Comunistas da Bósnia e Herzegovina |
| 13 | Mato Andrić       |            | abril de 1987          | abril de 1988          | Liga de Comunistas da Bósnia e Herzegovina |
| 14 | Nikola Filipović  |            | abril de 1988          | abril de 1989          | Liga de Comunistas da Bósnia e Herzegovina |
| 15 | Obrad Piljak      |            | abril de 1989          | 20 de dezembro de 1990 | Liga de Comunistas da Bósnia e Herzegovina |
| 16 | Alija Izetbegović |            | 20 de dezembro de 1990 | 3 de março de 1992     | Partido de Acção Democrática               |

### República da Bósnia e Herzegovina
| Nº | Presidente        | Presidente | Etnia    | Início do mandato  | Fim do mandato       | Partido                      |
| -- | ----------------- | ---------- | -------- | ------------------ | -------------------- | ---------------------------- |
| 1  | Alija Izetbegović |            | Bosníaco | 3 de março de 1992 | 5 de outubro de 1996 | Partido de Acção Democrática |

### Bósnia e Herzegovina após-Acordo de Dayton
| Nº | Presidente         | Presidente | Etnia    | Início do mandato       | Fim do mandato          | Partido                                          |
| -- | ------------------ | ---------- | -------- | ----------------------- | ----------------------- | ------------------------------------------------ |
| 1  | Alija Izetbegović  |            | Bosníaco | 5 de outubro de 1996    | 13 de outubro de 1998   | Partido de Acção Democrática                     |
| 2  | Živko Radišić      |            | Sérvio   | 13 de outubro de 1998   | 15 de junho de 1999     | Partido Socialista da República Sérvia           |
| 3  | Ante Jelavić       |            | Croata   | 15 de junho de 1999     | 14 de fevereiro de 2000 | União Democrática Croata da Bósnia e Herzegovina |
| 4  | Alija Izetbegović  |            | Bosníaco | 14 de fevereiro de 2000 | 14 de outubro de 2000   | Partido de Acção Democrática                     |
| 5  | Živko Radišić      |            | Sérvio   | 14 de outubro de 2000   | 14 de junho de 2001     | Partido Socialista da República Sérvia           |
| 6  | Jozo Križanović    |            | Croata   | 14 de junho de 2001     | 14 de fevereiro de 2002 | Partido Social Democrata da Bósnia e Herzegovina |
| 7  | Beriz Belkić       |            | Bosníaco | 14 de fevereiro de 2002 | 28 de outubro de 2002   | Partido pela Bósnia e Herzegovina                |
| 8  | Mirko Šarović      |            | Sérvio   | 28 de outubro de 2002   | 2 de abril de 2003      | Partido Democrático Sérvio                       |
| 9  | Dragan Čović       |            | Croata   | 2 de abril de 2003      | 10 de abril de 2003     | União Democrática Croata da Bósnia e Herzegovina |
| 10 | Borislav Paravac   |            | Sérvio   | 10 de abril de 2003     | 27 de junho de 2003     | Partido Democrático Sérvio                       |
| 11 | Dragan Čović       |            | Croata   | 27 de junho de 2003     | 28 de julho de 2004     | União Democrática Croata da Bósnia e Herzegovina |
| 12 | Sulejman Tihić     |            | Bosníaco | 28 de julho de 2004     | 28 de outubro de 2004   | Partido de Acção Democrática                     |
| 13 | Borislav Paravac   |            | Sérvio   | 28 de outubro de 2004   | 28 de junho de 2005     | Partido Democrático Sérvio                       |
| 14 | Ivo Miro Jović     |            | Croata   | 28 de junho de 2005     | 28 de fevereiro de 2006 | União Democrática Croata da Bósnia e Herzegovina |
| 15 | Sulejman Tihić     |            | Bosníaco | 28 de fevereiro de 2006 | 6 de novembro de 2006   | Partido de Acção Democrática                     |
| 16 | Nebojša Radmanović |            | Sérvio   | 6 de novembro de 2006   | 6 de julho de 2007      | Aliança de Sociais Democratas Independentes      |
| 17 | Željko Komšić      |            | Croata   | 6 de julho de 2007      | 6 de março de 2008      | Partido Social Democrata da Bósnia e Herzegovina |
| 18 | Haris Silajdžić    |            | Bosníaco | 6 de março de 2008      | 6 de novembro de 2008   | Partido pela Bósnia e Herzegovina                |
| 19 | Nebojša Radmanović |            | Sérvio   | 6 de novembro de 2008   | 6 de julho de 2009      | Aliança de Sociais Democratas Independentes      |
| 20 | Željko Komšić      |            | Croata   | 6 de julho de 2009      | 6 de março de 2010      | Partido Social Democrata da Bósnia e Herzegovina |
| 21 | Haris Silajdžić    |            | Bosníaco | 6 de março de 2010      | 10 de novembro de 2010  | Partido pela Bósnia e Herzegovina                |
| 22 | Nebojša Radmanović |            | Sérvio   | 10 de novembro de 2010  | 10 de julho de 2011     | Aliança de Sociais Democratas Independentes      |
| 23 | Željko Komšić      |            | Croata   | 10 de julho de 2011     | 10 de março de 2012     | Partido Social Democrata da Bósnia e Herzegovina |
| 24 | Bakir Izetbegović  |            | Bosníaco | 10 de março de 2012     | 10 de novembro de 2012  | Partido de Acção Democrática                     |
| 25 | Nebojša Radmanović |            | Sérvio   | 10 de novembro de 2012  | 10 de julho de 2013     | Aliança de Sociais Democratas Independentes      |
| 26 | Željko Komšić      |            | Croata   | 10 de julho de 2013     | 10 de março de 2014     | Partido Social Democrata da Bósnia e Herzegovina |
| 27 | Bakir Izetbegović  |            | Bosníaco | 10 de março de 2014     | 17 de novembro de 2014  | Partido de Acção Democrática                     |
| 28 | Mladen Ivanić      |            | Sérvio   | 17 de novembro de 2014  | 17 de julho de 2015     | Partido do Progresso Democrático                 |
| 29 | Dragan Čović       |            | Croata   | 17 de julho de 2015     | 17 de março de 2016     | União Democrática Croata da Bósnia e Herzegovina |
| 30 | Bakir Izetbegović  |            | Bosníaco | 17 de março de 2016     | 17 de novembro de 2016  | Partido de Acção Democrática                     |
| 31 | Mladen Ivanić      |            | Sérvio   | 17 de novembro de 2016  | 17 de julho de 2017     | Partido do Progresso Democrático                 |
| 32 | Dragan Čović       |            | Croata   | 17 de julho de 2017     | 17 de março de 2018     | União Democrática Croata da Bósnia e Herzegovina |
| 33 | Bakir Izetbegović  |            | Bosníaco | 17 de março de 2018     | 20 de novembro de 2018  | Partido de Acção Democrática                     |
| 34 | Milorad Dodik      |            | Sérvio   | 20 de novembro de 2018  | 20 de julho de 2019     | Aliança de Sociais Democratas Independentes      |
| 35 | Željko Komšić      |            | Croata   | 20 de julho de 2019     | 20 de março de 2020     | Frente Democrática da Bósnia e Herzegovina       |
| 36 | Šefik Džaferović   |            | Bosníaco | 20 de março de 2020     | 20 de novembro de 2020  | Partido de Acção Democrática                     |
| 37 | Milorad Dodik      |            | Sérvio   | 20 de novembro de 2020  | 20 de julho de 2021     | Aliança de Sociais Democratas Independentes      |
| 38 | Željko Komšić      |            | Croata   | 20 de julho de 2021     | 20 de março de 2022     | Frente Democrática da Bósnia e Herzegovina       |
| 39 | Šefik Džaferović   |            | Bosníaco | 20 de março de 2022     | 16 de novembro de 2022  | Partido de Acção Democrática                     |
| 40 | Željka Cvijanović  |            | Sérvio   | 16 de novembro de 2022  | 16 de julho de 2023     | Aliança de Sociais Democratas Independentes      |
| 41 | Željko Komšić      |            | Croata   | 16 de julho de 2023     | 16 de março de 2024     | Frente Democrática da Bósnia e Herzegovina       |
| 42 | Denis Bećirović    |            | Bosníaco | 16 de março de 2024     | 16 de novembro de 2024  | Partido Social Democrata da Bósnia e Herzegovina |
| 43 | Željka Cvijanović  |            | Sérvio   | 16 de novembro de 2024  | 16 de julho de 2025     | Aliança de Sociais Democratas Independentes      |
| 44 | Željko Komšić      |            | Croata   | 16 de julho de 2025     | presente                | Frente Democrática da Bósnia e Herzegovina       |